# Pascal Langer
Pascal Langer (ur. 30 grudnia 1977) – belgijski biathlonista. Uczestnik mistrzostw świata. Mistrz kraju w biathlonie i biegach narciarskich.
Biathlon zaczął uprawiać w 2004 roku, a treningi i starty łączył z pracą zawodową w tartaku. Pięciokrotnie brał udział w biathlonowych mistrzostwach świata (2005, 2007, 2008, 2012 i 2013). Indywidualnie najlepszy wynik zanotował w 2008 w sprincie (95. lokata), a drużynowo rok wcześniej (21. w sztafecie mieszanej). 5 marca 2005 w Hochfilzen, w sprincie rozgrywanym w ramach mistrzostw świata, zadebiutował w Pucharze Świata w biathlonie, zajmując 100. miejsce. Nigdy nie zdobył punktów tego cyklu, najlepszy rezultat (93. pozycja) notując 13 marca 2008 w Oslo. Punktował z kolei w zawodach Pucharu IBU. Zdobywał złote medale mistrzostw Belgii w biathlonie.
W biegach narciarskich nie startował w zawodach międzynarodowych rozgrywanych pod egidą FIS. W lutym 2005 został jednak mistrzem Belgii w biegu na 30 kilometrów stylem klasycznym (był to jego pierwszy tytuł mistrzowski w tej dyscyplinie).